# A SIDE SPLIT Vol.4 〜sunrise field〜
『A SIDE SPLIT Vol.4 〜sunrise field〜』（ア・サイド・スプリット・ヴォリューム・フォー・グラス・フィールド）は、ザ・ルーズドッグス・Cute Rubbish・AJISAI・redballoonのスプリット・シングル。2008年11月5日にJUNK MUSEUMより発売された。

## 解説
SME RecordsとJUNK MUSEUM（avex）の2社による共同企画商品シリーズ「A SIDE SPLIT」シリーズの第4弾。第3弾にあたる『A SIDE SPLIT Vol.3 〜snow field〜』と同時発売。第1弾『A SIDE SPLIT Vol.1 〜grass field〜』や前作『A SIDE SPLIT Vol.3 〜snow field〜』と同じインディーズレーベルのJUNK MUSEUMからのリリースとなった。
第1弾の『A SIDE SPLIT Vol.1 〜grass field〜』と同じく、redballoon、AJISAI、Cute Rubbish、ザ・ルーズドッグスの新曲がそれぞれ1曲ずつ収録されている。
また、2010年3月に解散したザ・ルーズドッグスは、本作以降にシングル作品を発売していないため、本作が最後のシングル作品となった。

## 収録曲
| #         | タイトル                           | 作詞・作曲 | 編曲                  | 時間  |
| --------- | ---------------------------------- | ---------- | --------------------- | ----- |
| 1.        | 「ANSWER」(redballoon)             | 村屋光二   | redballoon            | 4:47  |
| 2.        | 「かくれんぼ」(AJISAI)             | 松本俊     | AJISAI                | 5:14  |
| 3.        | 「ある独りの夜の唄」(Cure Rubbish) | 真舘和芳   | Cure Rubbish 山田公平 | 5:44  |
| 4.        | 「answer」(ザ・ルーズドッグス)     | 前田一平   | CHOKKAKU              | 4:33  |
| 合計時間: | 合計時間:                          | 合計時間:  | 合計時間:             | 20:18 |

## 曲の解説
1. ANSWER / redballoon
redballoonのベスト・アルバム『redballoon BEST』でアルバム初収録となった。
2. かくれんぼ / AJISAI
AJISAIの2ndアルバム『sayonara terminal』でアルバム初収録となった。
3. ある独りの夜の唄 / Cure Rubbish
Cure Rubbishのメジャー1stアルバム『decorate』でアルバム初収録となった。
4. answer / ザ・ルーズドッグス
ザ・ルーズドッグスのベスト・アルバム『THE LOOSE DOGS STORY 〜BEST〜』でアルバム初収録となった。

## 収録アルバム
ANSWER
- ベスト『redballoon BEST』（再録）
- オリジナル『Actual shape』（DISC 2 -Acoustic BEST-、再録）

かくれんぼ
- オリジナル『sayonara terminal』

ある独りの夜の唄
- オリジナル『decorate』

answer
- ベスト『THE LOOSE DOGS STORY 〜BEST〜』